# Birkenweiher mit Ober- und Unterholzweiher
Birkenweiher mit Ober- und Unterholzweiher ist ein mit Verordnung des Regierungspräsidiums Stuttgart vom 15. August 1983 ausgewiesenes Naturschutzgebiet mit der Nummer 1.115.

## Lage
Das Naturschutzgebiet liegt im Unterraum Dinkelsbühler und Feuchtwanger Hügelland des Naturraums Mittelfränkisches Becken am linken Talhang der Rotach etwa 1000 Meter östlich des Dorfes Wört und im FFH-Gebiet Nr. 6927-341 Rotachtal.
Es ist fast deckungsgleich mit einer Waldinsel um die Kette der drei Weiher Oberholzweiher mit 0,4 ha, Birkenweiher mit 0,9 ha und Unterholzweiher mit 0,3 ha Fläche, die hintereinander zur Rotach zwischen Königsroter Mühle und Grobenhof hin entwässern.

## Schutzzweck
Laut Verordnung ist der Schutzzweck die Erhaltung einer Weiherkette mit großflächigen Flachwasser- und Verlandungszonen, Streuwiesen und innerhalb des Waldes liegenden kleinen Feuchtflächen als Lebensraum für eine Vielzahl seltener und vom Aussterben bedrohter Tier- und Pflanzenarten.

## Flora und Fauna
Hervorzuheben ist das Vorkommen des Wassernabels, der in Baden-Württemberg als verschollen galt. Ebenfalls erwähnenswert sind die geschützten Arten Sumpf-Stendelwurz, Breitblättriges und Geflecktes Knabenkraut, Trollblume, Sumpf- und Wald-Läusekraut sowie Arnika. Von den im Gebiet brütenden Vogelarten sind die in der Roten Liste von Baden-Württemberg als gefährdete Arten geführten Teichrohrsänger und Zwergtaucher zu nennen.